# Mari Andriessen

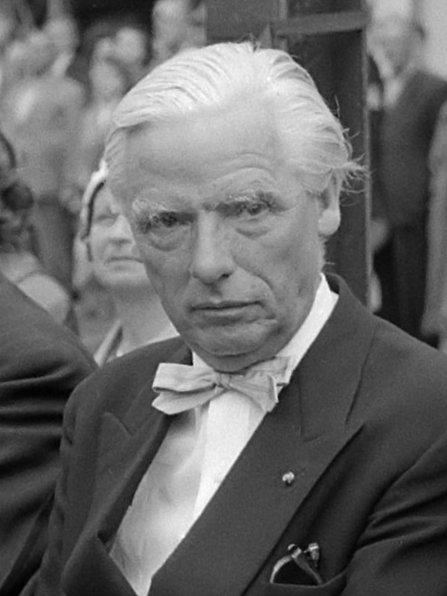
Mari Andriessen (1959)

Mari(e) Silverster Andriessen (* 4. Dezember 1897 in Haarlem; † 7. Dezember 1979 ebenda) war ein niederländischer Bildhauer. Viele seiner Werke erinnern an die Opfer des Nationalsozialismus.

## Leben und Wirken
Mari Andriessen stammte aus einer katholischen, durch künstlerisches Schaffen geprägten Familie. Seine Mutter Gesine Andriessen-Vester war Malerin, sein Vater Nico Andriessen war Musiker; der Landschafts- und Tiermaler Willem Vester war einer seiner Großväter. Von seinen Brüdern wurde Willem Pianist und Hendrik Komponist. Mari Andriessen besuchte zunächst die Kunstschule in Haarlem, danach die Rijksakademie van beeldende kunsten in Amsterdam, später studierte er an der Akademie der Bildenden Künste München.
Die Zeit vor und während des Zweiten Weltkrieges war für ihn und andere Bildhauer schwierig. Es gab nur wenige Beauftragungen. Andriessen lebte hauptsächlich von Porträtaufträgen. Er erhielt den Auftrag, die Skulpturen für das neue Utrechter Bahnhofsgebäude anzufertigen. Die Jahre der deutschen Besatzung von 1940 bis 1945 gaben seinem Leben und seinem Werk eine entscheidende Wende. Als „arischer Künstler“ musste Andriessen Mitglied der nationalsozialistisch geprägten Niederländischen Kulturkammer werden, was er ablehnte. Infolgedessen erhielt er keine Aufträge mehr und durfte auch nicht mehr ausstellen. Auch bot er jüdischen Flüchtlingen in seinem Haus ein Versteck. Der niederländische Widerstand konnte in seinem Atelier ein Waffendepot anlegen.
Nach dem Krieg war Andriessen einer der gefragtesten Künstler für Kriegs- und Widerstandsmonumente. Ebenfalls wurde er mit Plastiken zu Ehren berühmter Niederländer wie dem Wasserbauingenieur Cornelis Lely, dem Luftfahrtpionier Albert Plesman und Königin Wilhelmina beauftragt. Zentrales Thema seines Werks ist der moderne Mensch, der nicht an einen architektonischen Kontext gebunden ist, sondern im freien Raum auf einem Sockel stehend. Charakteristisch sind die kraftvolle Komposition, ein klarer Aufbau der Volumina und die Vereinfachung der Details. Die Botschaft, dramaturgisch zurückhaltend und für jeden verständlich, wird mit rein plastischen Mitteln erreicht.
Andriessen gehörte zu der Gruppe der traditionellen Bildhauer, die nach dem Zweiten Weltkrieg einen wichtigen Platz in der niederländischen Kunst einnahmen. Eines seiner bekanntesten Werke ist De Dokwerker auf dem Amsterdamer Jonas-Daniel-Meijer-Platz, das an den Februarstreik der Hafenarbeiter von 1941 gegen die deutschen Besatzer erinnert.
Andriessen gründete 1963 zusammen mit weiteren Künstlern das Künstlerinstitut De Ateliers.
Die israelische Holocaustgedenkstätte Yad Vashem verlieh Mari Andriessen 1986 die Auszeichnung Gerechter unter den Völkern. Er wurde auf dem Friedhof Sint Adelberts in Bloemendaal beerdigt.

## Skulpturen
- Denkmal des Cornelis Lely, Abschlussdeich
- Anne Frank, Amsterdam
- De Dokwerker, Amsterdam
- Frau mit totem Kind, Hansaplatz (Köln)
- Frau von Putten, zur Erinnerung an die Razzia von Putten

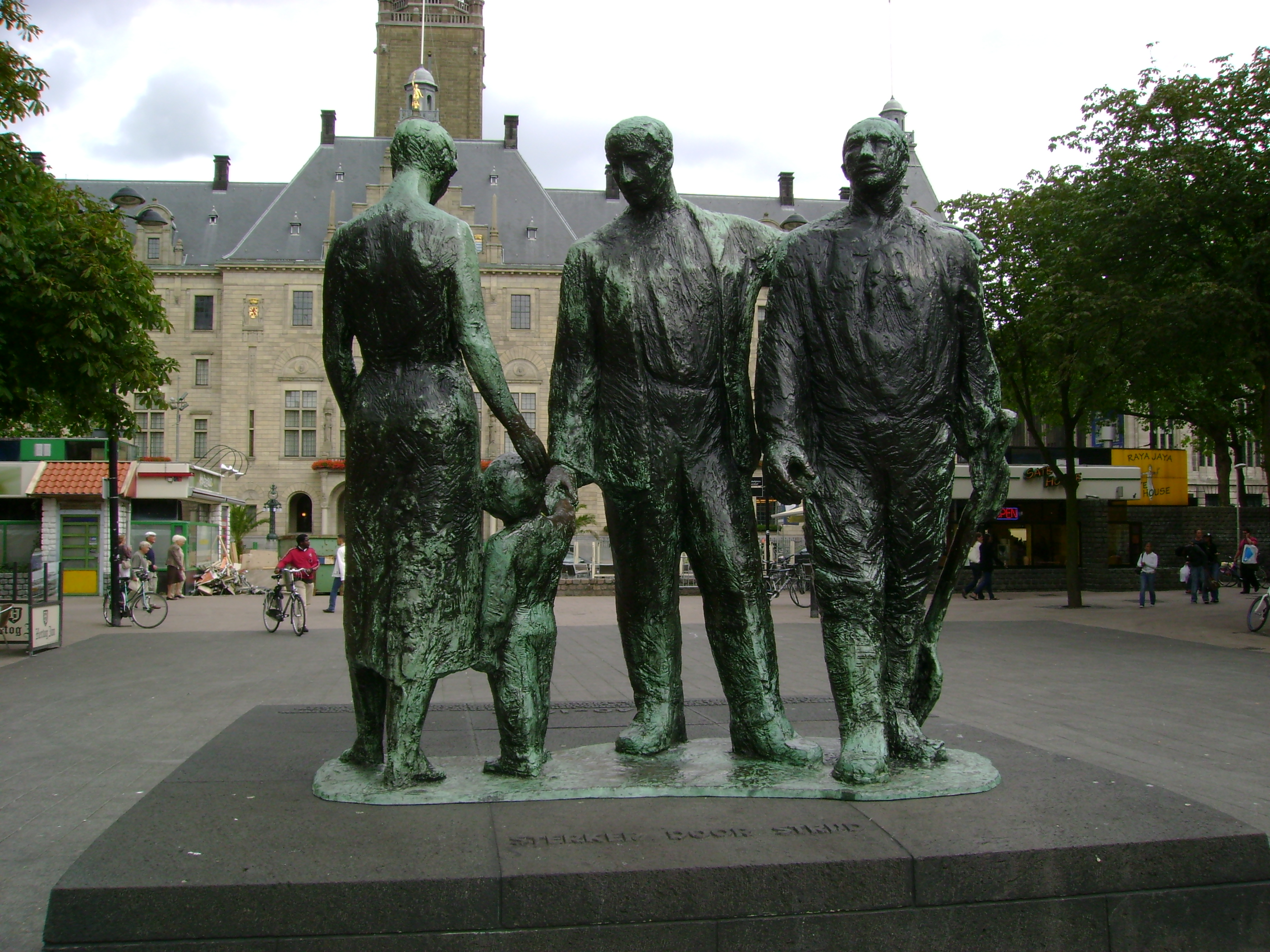
Die Gefallenen, Rotterdam
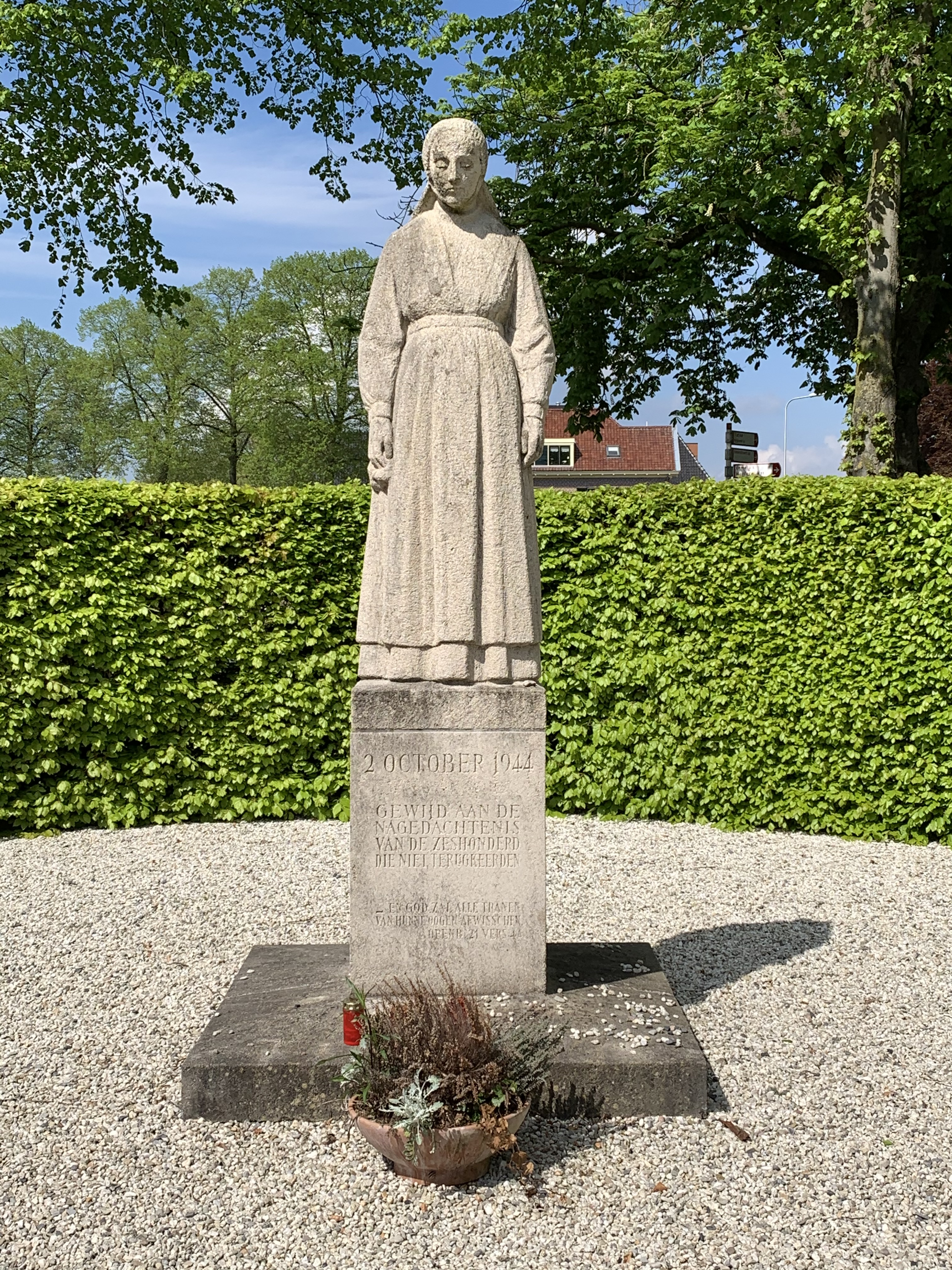
Frau von Putten, 1949, Putten
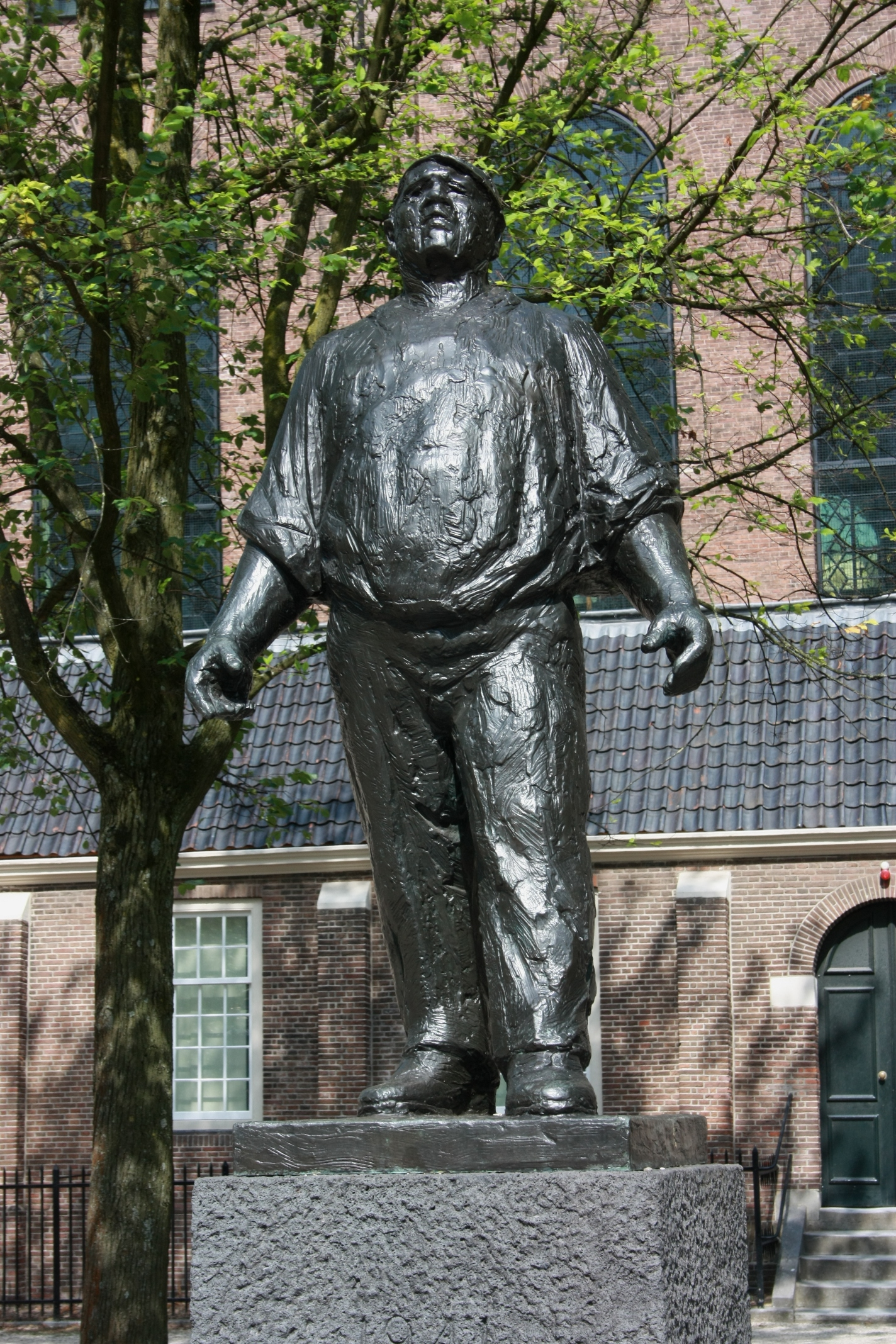
De Dokwerker, 1952, Amsterdam
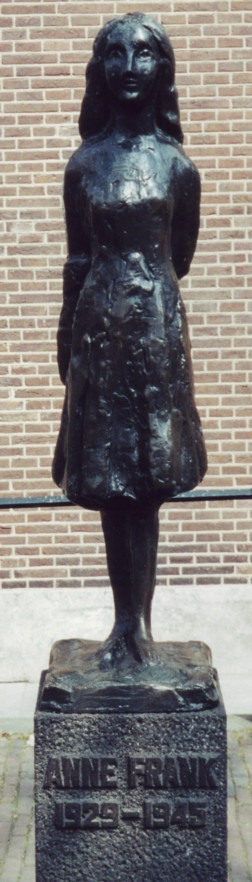
Anne Frank, 1977, Amsterdam
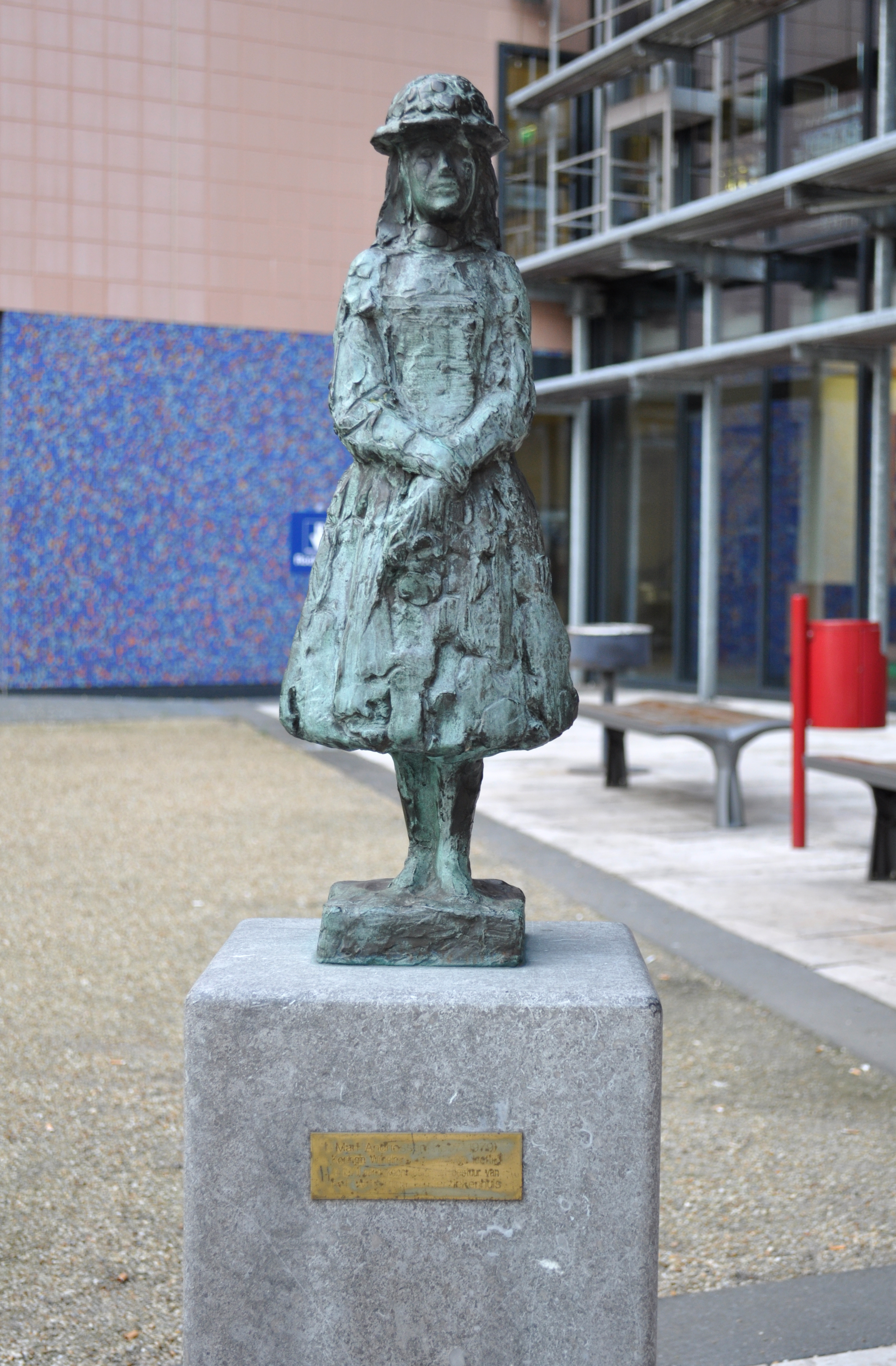
Die junge Königin Wilhelmina, Utrecht
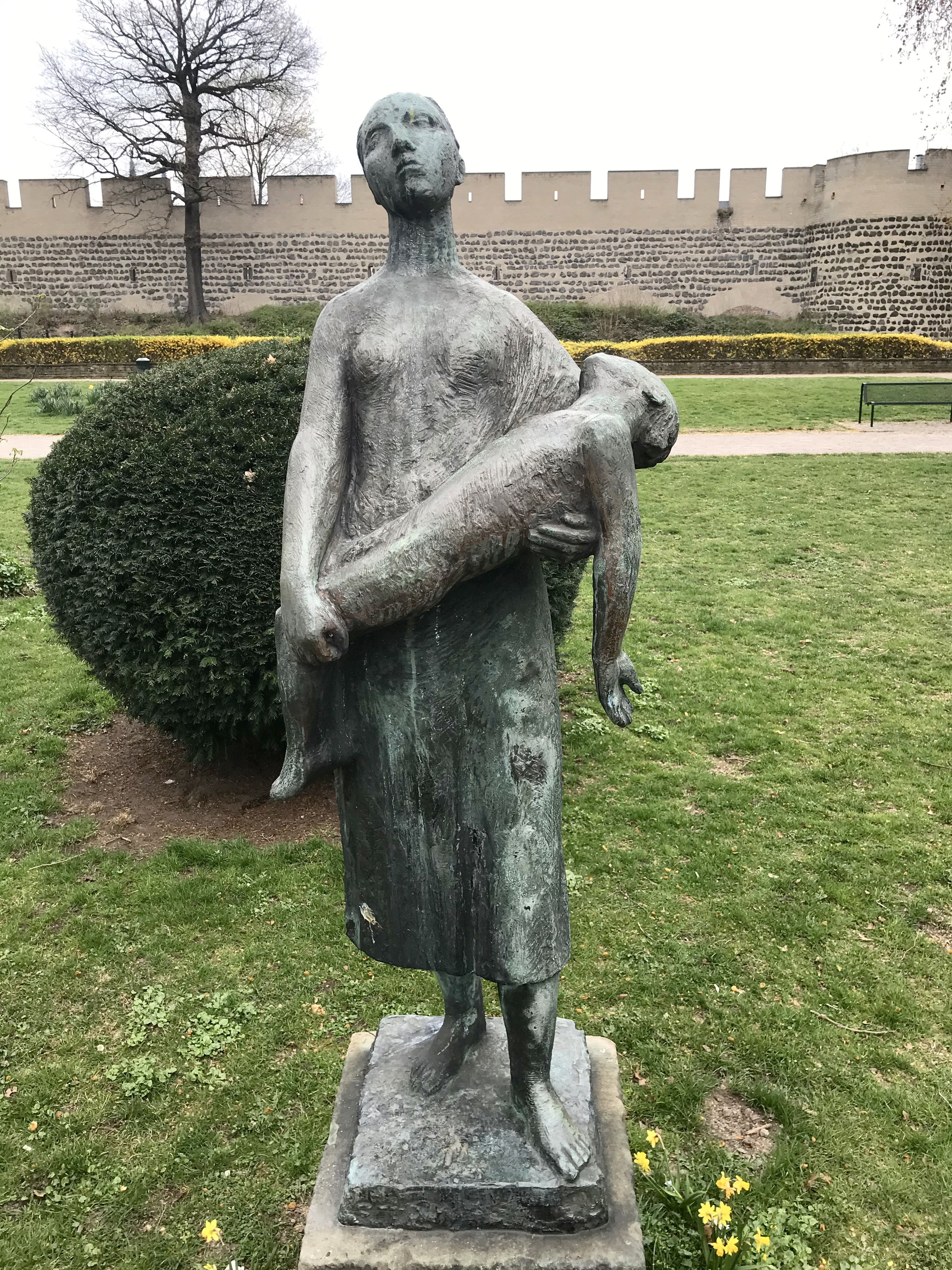
Frau mit totem Kind – Mahnmal am Hansaplatz in Köln